# Berriz (kommunhuvudort)
Berriz är en kommunhuvudort i Spanien.   Den ligger i provinsen Bizkaia och regionen Baskien, i den norra delen av landet, 300 km norr om huvudstaden Madrid. Berriz ligger 190 meter över havet och antalet invånare är 4 496.
Terrängen runt Berriz är huvudsakligen kuperad. Berriz ligger nere i en dal. Runt Berriz är det ganska tätbefolkat, med 166 invånare per kvadratkilometer. Närmaste större samhälle är Durango, 5,5 km väster om Berriz. I omgivningarna runt Berriz växer i huvudsak blandskog.